# ОФК Славија Смедерево
ОФК Славија је српски фудбалски клуб из Смедерева. Tренутно се такмичи у Градској лиги Смедерево група Морава, шестом такмичарском нивоу српског фудбала.

## Историја
Клуб је основан 2009. године. Боја клуба је плава.

## Резултати клуба у последњим годинама
| Сезона   | Ранг | Лига                                | Позиција | ОУ | ПБ | Н | ПР | ДГ | ПГ | ГР  | Бод | Куп                               | Напомене |
| -------- | ---- | ----------------------------------- | -------- | -- | -- | - | -- | -- | -- | --- | --- | --------------------------------- | -------- |
| 2010/11. | 6    | Градска лига Смедерево група Морава | 9.       | 16 | 2  | 1 | 13 | 16 | 80 | −64 | 7   | Куп Србије — Није се квалификовао | —        |
| 2011/12. | 6    | Градска лига Смедерево група Морава | 8.       | 14 | 1  | 0 | 13 | 8  | 90 | −82 | 3   | Куп Србије — Није се квалификовао | —        |
| 2012/13. | 6    | Градска лига Смедерево група Морава | 8.       | 14 | 0  | 1 | 13 | 11 | 82 | −71 | 1   | Куп Србије — Није се квалификовао | —        |
| 2013/14. | 6    | Градска лига Смедерево група Морава | 8.       | 14 | 1  | 0 | 13 | 11 | 66 | −55 | 3   | Куп Србије — Није се квалификовао | —        |
| 2014/15. | 6    | Градска лига Смедерево група Морава | 7.       | 12 | 1  | 0 | 11 | 7  | 70 | −63 | 3   | Куп Србије — Није се квалификовао | —        |
| 2015/16. | 6    | Градска лига Смедерево група Морава | 7.       | 14 | 3  | 0 | 11 | 15 | 57 | −42 | 9   | Куп Србије — Није се квалификовао | —        |

ОУ = Одигране утакмице; ПБ = Победе; Н = Нерешено; ПР = Порази; ДГ = Дати голови; ПГ = Примљени голови; ГР = Гол разлика; Бод. = Бодови